# Jessie Gaynor
Pour les articles homonymes, voir Gaynor.
Jessie Gaynor, née le 17 février 1863 à Saint-Louis (Missouri) et morte le 20 février 1921 à Webster Groves (Missouri), est une professeure de musique et compositrice américaine de chansons pour enfants.

## Biographie
Jessie Lovel Smith naît le 17 février 1863 à Saint-Louis dans le Missouri,. Ses parents sont le capitaine de bateau Henry W. Smith, mort en 1870, et de Susie F. (Taylor) Smith.
Elle passe une partie de son enfance dans l'Iowa avant de fréquenter à Glasgow (Missouri) le Pritchett College, dont elle sort diplômée en 1881.
Jessie Smith commence à étudier sérieusement la musique lorsqu'elle vit à Boston. Elle travaille le piano avec Louis Maas puis étudie la théorie et la composition à Chicago avec A. J. Goodrich, Frederick Grant Gleason (en) et Adolf Weidig (en),.
Par la suite, elle enseigne la musique dans l'Iowa, au Kansas, à Chicago puis dans le Missouri,.
En 1886, elle épouse Thomas W. Gaynor et s'installe à Saint Joseph, où elle fonde en 1901 le Gaynor Studio, lieu de formation prisé des jeunes musiciens.
Jessie Gaynor crée également le St Joseph Fortnightly Musical Club et, au niveau national, elle s'investit dans la National Education Association et Mu Phi Epsilon (en).
Comme compositrice, elle est surtout connue pour ses méthodes d'enseignement de la musique et ses chansons pour enfants. Son œuvre comprend de nombreux albums de chansons, une cinquantaine de chansons séparées, des pièces chorales, des pièces pour piano et plusieurs ouvrages lyriques. Elle a notamment publié Songs of the Child World (en plusieurs volumes) et Playtime Songs, ainsi qu'une opérette pour enfants, The House That Jack Built. 
Jessie L. Gaynor meurt le 20 février 1921 à Webster Groves dans le Missouri,.